# Agustín López (escritor)
Fray Agustín López (Argamasilla de Calatrava, mediados del siglo XVI - Valbuena de Duero, 1614) fue escritor, teólogo, traductor y humanista español.
Profesó como monje cisterciense en el Monasterio de Valbuena el 6 de marzo de 1573. Fue Abad de este monasterio y del Monasterio de la Vega. Tradujo el De consolatione Philosophiae de Boecio con el título de Boecio de consolación (Valladolid, 1598 y 1604), con anotaciones propias y dos tratados añadidos: "Ejemplos de fortaleza" y "De los peligros de las dignidades y daños de la ambición".

## Obras
- 1595 Las Constituciones de la Órden de Císter conforme al fervor de sus primeros y antiguos hijos
- 1604 Exemplos de fortaleza y daños de la ambición (tratados añadidos a la traducción Boecio de consolación).
- Información en Derecho y Teología del poder de la Señora Abadesa del Real Monasterio de las Huelgas

El libro escrito en 1595 fue realizado junto con el Fray Gaspar de Úbeda, y se utilizó para el gobierno y régimen de las monjas recoletas de San Joaquín y Santa Ana (en Valladolid). Estas Constituciones fueron aprobadas por los papas Clemente VIII y Paulo V, en 1601 y 1606 respectivamente.